# 三宅輝幸
三宅 輝幸（みやけ てるゆき、1939年7月13日 - ）は日本の経済学者、和光大学経済経営学部・大学院名誉教授。横浜商科大学講師、国際マネジメント協会試験委員、日本貿易振興機構（ジェトロ）試験委員、東京都中小企業振興公社講師。専門は国際金融論、外国為替論、人民元問題。

## 経歴
千葉県出身。東京外国語大学卒。東海銀行ロンドン支店長代理、シンガポール支店次長、国際資金室長、中京銀行国際部部長、東京外国為替市場慣行委員会委員、日本フォレックス・クラブ総務理事、日本貿易振興会（ジェトロ）資格試験委員などを経て1997年から和光大学経済経営学部・大学院教授、大学院委員長。

## 主な著書
- 『貿易・為替用語小辞典』（共著、学文社）
- 『実践国際金融論』（共著、経済法令研究会）
- 『貿易取引と外国為替がわかる事典』（日本実業出版社）
- 『デリバティブのしくみ』（日本実業出版社）
- 『デリバティブ取引の基礎』（経済法令研究会）
- 『金融のすべてがわかる事典』（日本実業出版社）

## 主な論文
- 「アジアにおける新たな金融体制への展望」（アジア市場経済学会年報2000.6）
- 「東アジアの通貨危機と市場規制の問題点」（『和光経済』1999.3）
- 「東アジアの経済危機の背景と今後の展望」（日本大学経済学部『経科研レポート』1998.9）
- 「リスク管理手法の進展」（『商学論纂』2002.3、中央大学）
- 「新しいリスク・ヘッジ手法の展開」（『アジア市場経済学会年報』2002.6）
- 「貿易・金融リスクの拡大とその対応手段の発展」（『国際貿易をめぐる諸問題と解決への道』第3章2005.6、白桃書房）
- 「国際金融体制の変革と市場および企業の動向」（『サミエルソン・ドラッカーとその時代』2006.3、白桃書房）
- 「東アジア経済の変革と通貨問題」（『和光経済』2007.3、和光大学社会経済研究所）

## 外部サイト
- 国際金融論　三宅ゼミナール（和光大学経済学部）
- 三宅輝幸（和光大学）の寄稿コラム（サーチナ）
- 要人探訪